# النيشان البافاري الماكسيميلياني للعلوم والفن
النيشان البافاري الماكسيميلياني للعلوم والفن (بالألمانية: Bayerischer Maximiliansorden für Wissenschaft und Kunst)‏ تأسس لأول مرة في 28 نوفمبر 1853 بواسطة الملك ماكسيميليان الثاني. تُمنح الجائزة لتكريم الإنجازات الممتازة والمتميزة ومكافأتها في مجال العلوم والفنون. اعتبارًا من عام 1933 فصاعدًا (مع بداية النظام النازي)، لم يعد الأمر مُنحًا، حتى عام 1980 عندما أعاده وزير رئيس ولاية بافاريا آنذاك فرانز يوزيف شتراوس. تجار المجوهرات في ميونيخ Hemmerle هم المسؤولون عن صنع الميدالية منذ عام 1905.

## الروابط الخارجية
- الموقع الرسمي